# Pheidologeton solitarius
Pheidologeton solitarius är en myrart som beskrevs av Hermann Stitz 1910. Pheidologeton solitarius ingår i släktet Pheidologeton och familjen myror. Inga underarter finns listade i Catalogue of Life.